# أودية اليمن
لا يوجد في اليمن أنهار دائمة الجريان ولكن يوجد بها الكثير من الأودية وتنقسم هذه الأودية من حيث المصب إلى ثلاثة أقسام:
1. أودية تصب في البحر الأحمر مثل وادي سردد ووادي زبيد.
2. أودية تصب في البحر العربي مثل: وادي تبن ووادي بنا ووادي حضرموت.
3. أودية تصب في الصحراء.

## البحر الأحمر (تهامة)
- وادي حرض
- وادي مور
- وادي الأشرف
- وادي حيدان
- وادي سردد
- وادي سهام
- وادي ريما
- وادي زبيد
- وادي موزع
- وادي بني خولان
- وادي ذو نشب
- وادي علوجة

## البحر العربي
- وادي حريم
- وادي تبن
- وادي بنا: من أغزر الأودية في اليمن حيث يمتلك روافد كثيرة تأتي من أكثر المناطق تساقطاً للأمطار في اليمن ويصب الوادي في محافظة أبين حيث يروي أكبر دلتا في اليمن وهي دلتا أبين.
- وادي حسن
- وادي أحور (وادي الجرة)
- وادي شحن(وادي الرقب)
- وادي ميفعة
- وادي أماكين
- وادي حددا
- وادي حجر
- وادي الحويرة
- وادي المسيلة
- وادي حبون
- وادي حمير
- وادي حيفري
- وادي طبقات
- وادي سناء
- وادي عديم
- وادي حضرموت: من أكبر الأودية في اليمن وهو يبدأ في الهضبة الشرقية في حضرموت ويتجه شرقا حتى مدينة سيئون ويبدأ عندها بالانكسار إلى الجنوب باتجاه البحر العربي.
- وادي سار
- وادي أمد
- وادي الجيز
- وادي دوعن
- وادي كديوت
- وادي المحرات
- وادي تنهلين

## الربع الخالي
- وادي الجوف
- وادي رغوان
- وادي الخريد
- وادي ابراد
- وادي السد
- وادي حريب
- وادي دميس
- وادي بيحان
- وادي مرخه
- وادي مخية (وادي السيدارة)
- وادي قنب
- وادي أيوة المناهل
- وادي عرمه
- وادي الضاحية
- وادي عربة
- وادي رخوت
- وادي ميتن[1]
- وادي شيحان
- وادي حات